# فريق الريش للاستعراض الجوي
فريق الريش للاستعراض الجوي، (بالإنجليزية: (The Blades (aerobatic team)‏. هو فريق رياضي مدني بريطاني مقره في سيويل ايرودروم في نورثهامبتونشاير. تم وصفها بأنها «شركة الطيران الوحيدة في العالم» وهي فريق الطيران المدني الوحيد بدوام كامل في المملكة المتحدة. شركة الريش هي شركة تابعة لشركة 2Excel للطيران.

## التأسيس
تم تأسيس الفريق في عام 2005 من قبل آندي عرض، وهو زعيم سابق للسهام الحمراء، وكريس نورتون، قائد جناح القوات الجوية الملكية. هناك ثمانية طيارين بما في ذلك خمسة عروض أداء بدوام كامل. جميع الطيارين كانوا أعضاء سابقين في سلاح الجو الملكي وفريق الأيروباتيكي جميعهم طاروا بالسهام الحمراء.